# Sätravallen
Sätravallen este o arie protejată (arie specială de conservare — SAC, sit de importanță comunitară — SCI) din Suedia întinsă pe o suprafață de 10,4 ha, integral pe uscat.

## Localizare
Centrul sitului Sätravallen este situat la coordonatele 58°12′28″N 15°45′39″E / 58.2078°N 15.7607°E.

## Înființare
Situl Sätravallen a fost declarat sit de importanță comunitară în ianuarie 1997 pentru a proteja un număr necunoscut de specii din flora spontană și fauna sălbatică aflate în arealul zonei. Situl a fost protejat și ca arie specială de conservare în martie 2011.

## Biodiversitate
Situată în ecoregiunea boreală, aria protejată conține 2 habitate naturale: Păduri de stejar sau de stejar și carpen sub-atlantice și medio-europene de Carpinion betuli, Taiga vestică.
La baza desemnării sitului se află un număr nedeclarat de specii protejate.